# جوليان ستون (ممثل)
جوليان ستون (بالإنجليزية: Julian Stone)‏ هو ممثل بريطاني، ولد في 31 ديسمبر 1962 في المملكة المتحدة.

## أعمال

### أفلام
- (2014)  نهوض إمبراطورية[3][4][5][6]
- (2016)  قصة من حرب النجوم[7]

### مسلسلات
- المستشفى العام

## وصلات خارجية
- جوليان ستون على موقع IMDb (الإنجليزية)
- جوليان ستون على موقع قاعدة بيانات الفيلم (الإنجليزية)